# Concurso Internacional de Música Reina Isabel de Bélgica
El Concurso Internacional de Música Reina Elizabeth de Bélgica es una competencia para músicos que se celebra en Bruselas. La competencia tiene el nombre de Isabel Gabriela de Baviera, Reina de Bélgica. Es un concurso para violinistas clásicos (desde 1937), pianistas (desde 1938), cantantes (desde 1988) y violonchelistas (desde 2017). También incluyó competencias internacionales para compositores de 1953 a 2012.
Desde su fundación está considerada una de las competencias más desafiantes y prestigiosas para instrumentistas. En 1957 fue uno de los miembros fundadores de la Federación Mundial de Concursos Internacionales de Música.

## Historia
Eugène Ysaÿe, el famoso violinista belga, quiso crear una competencia de música internacional para jóvenes virtuosos pero murió antes de poderla hacer realidad. La Reina Isabel, patrona de las artes y amiga de Ysaÿe, funda la competencia en su memoria en 1937. El prestigio de Ysaÿe y la corte real de Bélgica aseguró el éxito desde la primera competición.

### 1937–1950
Las primeras dos ediciones de la competición, en 1937 para violín y en 1938 para piano, llevaron el nombre de Ysaÿe. La Segunda Guerra Mundial y otros impedimentos impidieron a la competición tener lugar de 1940 a 1950.

### 1951–1986
En 1951 la competición fue rebautizada por su patrones, Reina Isabel y ha tenido lugar bajo ese nombre desde entonces. De 1963 a 1980, Marcel Poot del Conservatorio de Bruselas presidió el jurado de la competición y escribió muchas de las obras de encargo del Concurso.
La competición fue retomada con ciclos de cuatro años, empezando con dos años consecutivos para violín y piano respectivamente, seguidos por un año para la competencia de composición internacional. El cuarto año de cada ciclo no tenía ninguna competencia.

### 1987–2006
Con el concurso para voz (canto) introducida en 1988 los ciclos de cuatro años eran de piano → de violín → de voz → año sin competición de intérprete.

### 2007–2014
Desde 2007 ya no hay años sin competición para intérpretes: con tres disciplinas (piano, voz, violín), regresado a un ciclo de tres años.
Hubo competiciones para composición en 2008, 2009, 2011 y 2012, cada una de estas para la obra de interpretación de instrumentista de la final del año siguiente.

### 2015 y después
Desde 2015 hay otra vez ciclos de cuatro años, con, por primera vez en 2017, una competición para violonchelo añadida después del año de la competición de piano. Las competiciones de composición públicas cesaron.

## Patronazgo y premios
El Concurso Reina Isabel genera ingresos de sus actividades propias, de patronazgo privado y de patrocinadores. Los recursos son variados: parte de la financiación para los premios es proporcionada por las autoridades públicas y patrones, patrocinadores corporativos, contribuciones de donantes, tickets y ventas de programa, anuncios en los programas y venta de discos. La Competición también se beneficia de la ayuda voluntaria de las familias que alojan en sus casas a los candidatos durante la competición.
Premios para los finalistas (cantidades otorgadas en la competición de violín de 2015):
- Primer premio: 25,000 euros, conciertos, grabación de CD; para la competición de violín también: préstamo del 'Huggins' Stradivarius violín de la Fundación de Música Nippon hasta la competición de violín próxima
- Segundo premio, Premio de Gobierno Federal belga: 20,000 euros, conciertos, grabación de CD
- Tercer premio, Premio Launoit: 17,000 euros, conciertos
- Cuarto premio, el premio es otorgado alternadamente por cada una de las comunidades de Bélgica (2015: otorgado por el Gobierno de la Federación Wallonia-Bruselas): 12,500 euros, conciertos
- Quinto premio, Premio de la Región Capital: 10,000 euros, conciertos
- Sexto premio, Premio de Bruselas: 8,000 euros, conciertos
- Para los otros seis finalistas, las sumas se dieron por la Lotería Nacional belga: 4,000 euros cada uno

## Finalistas, laureados y ganadores[8]
Las competiciones de músicos tienen 12 finalistas que actúan como solistas ante una orquesta sinfónica completa. Las primeras ediciones de la competición estuvieron dominadas por candidatos de la URSS: En 1937 la competición de violín fue ganada por el legendario David Oistrakh y el año siguiente el eminente Emil Gilels ganó la competición de piano. La competición de piano de 1952 y la competición de violín de 1955 fueron las primeras en ver ganadores de los Estados Unidos.
| Año  | 1º                  | 2º                  | 3º                 | 4º                            | 5º                   |
| ---- | ------------------- | ------------------- | ------------------ | ----------------------------- | -------------------- |
| 1937 | David Oistrakh      | Ricardo Odnoposoff  | Elizabeth Gilels   | Boris Goldstein               | Marina Kozolupova    |
| 1951 | Leonid Kogan        | Mikhail Vayman      | Elise Cserfalvi    | Theo Olof                     | Alexei Gorokhov      |
| 1955 | Berl Senofsky       | Julian Sitkovetsky  | Pierre Doukan      | Francine Dorfeuille-Boussinot | Victor Picaizen      |
| 1959 | Jaime Laredo        | Albert Markov       | Joseph Silverstein | Vladimir Malinin              | Boris Kouniev        |
| 1963 | Alexei Mikhlin      | Semyon Snitkovsky   | Arnold Steinhardt  | Zarius Shikhmurzayeva         | Charles Castleman    |
| 1967 | Philippe Hirschhorn | Stoïka Milanova     | Gidon Kremer       | Roman Nodel                   | Hidetaro Suzuki      |
| 1971 | Miriam Fried        | Andreï Korsakov     | Hamao Fujiwara     | / Ana Chumachenco             | Edith Volckaert      |
| 1976 | Mikhaïl Bezverkhny  | Irina Medvedeva     | Dong-Suk Kang      | Grigori Zhislin               | Shizuka Ishikawa     |
| 1980 | Yuzuko Horigome     | Peter Zazofsky      | Takashi Shimizu    | Ruriko Tsukahara              | Mihaela Martin       |
| 1985 | Hu Nai-yuan         | Ik-Hwan Bae         | Henry Raudales     | Hu Kun                        | Mi Kyung Lee         |
| 1989 | Vadim Repin         | Akiko Suwanai       | Evgeny Bushkov     | Erez Ofer                     | Ulrike-Anima Mathé   |
| 1993 | Yayoi Toda          | Liviu Prunaru       | Keng-Yuen Tseng    | Martin Beaver                 | Natalia Prischepenko |
| 1997 | Nikolaj Znaider     | Albrecht Breuninger | Kristóf Baráti     | Andrew Haveron                | Natsumi Tamai        |
| 2001 | Baiba Skride        | Kam Ning            | Barnabás Kelemen   | Alina Pogostkin               | Feng Ning            |
| 2005 | Sergey Khachatryan  | Yossif Ivanov       | Sophia Jaffé       | Saeka Matsuyama               | Mikhail Ovrutsky     |
| 2009 | Ray Chen            | Lorenzo Gatto       | Ilian Garnet       | Suyoen Kim                    | Nikita Borisoglebsky |
| 2012 | Andrey Baranov      | Tatsuki Narita      | Hyun Su Shin       | Esther Yoo                    | Tseng Yu-Chien       |
| 2015 | Ji Young Lim        | Oleksii Semenenko   | William Hagen      | Tobias Feldmann               | / Stephen Waarts     |

| Año  | 1.º                        | 2.º                            | 3.º                                         | 4.º                  | 5.º                  | 6.º          |
| ---- | -------------------------- | ------------------------------ | ------------------------------------------- | -------------------- | -------------------- | ------------ |
| 1938 | Emil Gilels                | Mary Johnstone (Moura Lympany) | Jakov Flier                                 | Lance Dossor         | Nibya Mariño Bellini |              |
| 1952 | Leon Fleisher              | Karl Engel                     | Maria Tipo                                  | Frans Brouw          | Lawrence Davis       |              |
| 1956 | Vladimir Ashkenazy         | John Browning                  | Andrzej Czajkowski                          | Cécile Ousset        | Lazar Berman         |              |
| 1960 | Malcolm Frager             | Ronald Turini                  | Lee Luvisi                                  | Alice Mitchenko      | Gábor Gabos          |              |
| 1964 | Evgeny Mogilevsky          | Nikolai Petrov                 | Jean-Claude Vanden Eynden                   | Anton Kuerti         | Richard Syracuse     |              |
| 1968 | Ekaterina Novitskaya       | Valère Kamychov                | Jeffrey Siegel                              | Semion Kroutchine    | André De Groote      |              |
| 1972 | Valery Afanassiev          | Jeffrey Swann                  | Joseph Alfidi                               | David Lively         | Svetlana Navasardyan |              |
| 1975 | Mikhaïl Faerman            | Stanislav Igolinsky            | Youri Egorov                                | Larry Michael Graham | Sergueï Iuchkevitch  |              |
| 1978 | Abdel Rahman El Bacha      | Gregory Allen                  | Brigitte Engerer                            | Alan Weiss           | Douglas Finch        |              |
| 1983 | Pierre-Alain Volondat (fr) | Wolfgang Manz                  | Boyan Vodenitcharov                         | Daniel Blumenthal    | Eliane Rodrigues     |              |
| 1987 | Andrei Nikolsky            | Akira Wakabayashi              | Rolf Plagge                                 | Johan Schmidt        | Ikuyo Nakamichi      |              |
| 1991 | Frank Braley (fr)          | Stephen Prutsman               | Brian Ganz                                  | Hae-sun Paik         | Alexander Melnikov   |              |
| 1995 | Markus Groh                | Laura Mikkola                  | Giovanni Bellucci                           | Yuliya Gorenman      | Jong Hwa Park        |              |
| 1999 | Vitaly Samoshko            | Alexander Ghindin              | Ning An                                     | Shai Wosner          | Roberto Cominati     |              |
| 2003 | Severin von Eckardstein    | Wen-Yu Shen                    | Sin asignar por el rechazo de Dong-Hyek Lim | Roberto Giordano     | Kazumasa Matsumoto   |              |
| 2007 | Anna Vinnitskaya           | Plamena Mangova                | Francesco Piemontesi                        | Ilya Rashkovsky      | Lim Hyo-Sun          |              |
| 2010 | Denis Kozhukhin            | Evgeni Bozhanov                | Hannes Minnaar                              | Yury Favorin         | Kim Tae-Hyung        |              |
| 2013 | Boris Giltburg             | Rémi Geniet                    | Mateusz Borowiak                            | Stanislav Khristenko | Zhang Zuo            |              |
| ⋮    |                            |                                |                                             |                      |                      |              |
| 2025 | Nikola Meeuwsen            | Wataru Hisasue                 | Valère Burnon                               | Arthur Hinnewinkel   | Masaya Kamei         | Sergey Tanin |

| Año  | 1º                   | 2º                     | 3º                 | 4º                 | 5º                      |
| ---- | -------------------- | ---------------------- | ------------------ | ------------------ | ----------------------- |
| 1988 | Aga Winska           | Jeanette Thompson      | Huub Claessens     | Jacob              | Yvonne Schiffelers      |
| 1992 | Thierry Félix        | Reginaldo Pinheiro     | Wendy Hoffman      | Regina Nathan      | Cristina Gallardo-Domâs |
| 1996 | Stephen Salters      | Ana Camelia Stefanescu | Eleni Matos        | Mariana Zvetkova   | Ray Vadea               |
| 2000 | Marie-Nicole Lemieux | Marius Brenciu         | Olga Pasichnyk     | Pierre-Yves Pruvot | Lubana Al Quntar        |
| 2004 | Iwona Sobotka        | Hélène Guilmette       | Shadi Torbey       | Teodora Gheorghiu  | Diana Axentii           |
| 2008 | Szabolcs Brickner    | Isabelle Druet         | Bernadetta Grabias | Anna Kasyan        | Yury Haradzetski        |
| 2011 | Haeran Hong          | Thomas Blondelle       | Elena Galitskaya   | Anaïk Morel        | Konstantin Shushakov    |
| 2014 | Sumi Hwang           | Jodie Devos            | Sarah Laulan       | Yu Shao            | Hyesang Parque          |

La primera competición para composición fue en 1953. Las competiciones de composición tuvieron solo ganadores, quiénes ven su pieza ganadora interpretada en la final de las competiciones para instrumentistas del año siguiente.
| Año  | 1st                       | Obra                                      |
| ---- | ------------------------- | ----------------------------------------- |
| 1953 | Michal Spisak             | Serenade                                  |
| 1957 | Orazio Fiume              | Concerto per orchestra                    |
| 1960 | Marcel Poot               | Sinfonía burlesca                         |
| 1963 | Léon Jongen               | Concerto in D major                       |
| 1977 | Hiroyuki Fujikake         | Rope Crest                                |
| 1982 | John Weeks                | Five Litanies for Orchestra               |
| 1989 | André Laporte             | Fantasía Rondino con Tema Reale           |
| 1991 | Tristan-Patrice Challulau | Ne la città dolente                       |
| 1993 | Piet Swerts (nl)          | Zodiac                                    |
| 1995 | John Weeks                | Requiescat                                |
| 1997 | Hendrik Hofmeyr           | Raptus                                    |
| 1999 | Uljas Voitto Pulkkis      | Tears of Ludovico                         |
| 2001 | / Søren Nils Eichberg     | Qilaatersorneq                            |
| 2003 | Ian Munro                 | Piano Concerto Dreams                     |
| 2005 | Javier Torres Maldonado   | Obscuro Etiamtum Lumine                   |
| 2006 | Miguel Gálvez-Taroncher   | La luna y la muerte                       |
| 2008 | Cho Eun-Hwa               | Agens                                     |
| 2009 | Jeon Minje                | Target                                    |
| 2011 | Sakai Kenji               | Concerto pour violon et orchestre         |
| 2012 | Michel Petrossian         | In the wake of Ea pour piano et orchestre |

## Cobertura de medios de comunicación y premios otorgados por las audiencias
La competición fue cubierta por la radio belga desde su primera edición. Las retransmisiones televisivas se iniciaron en los años 60. Las cadenas de TV empezaron a otorgar los premios basados en las preferencias de sus audiencias de 1975 y 1991 respectivamente. Abdel Rahman El Bacha, Pierre-Alain Volondat, Severin von Eckardstein y Denis Kozhukhin estuvieron entre los pocos concursantes que convencieron al jurado de la competición y a la audiencia general. Las grabaciones de las actuaciones finales fueron comercializadas desde 1967. En los registros del siglo XXI las interpretaciones se difunden por internet como vídeos o descargas de audio, seguidas por discusiones de los medios de comunicación sociales.